# Seseo
A seseo (spanyolul „sziszegés”, „sz-ezés”) nyelvészeti szakkifejezés a spanyol nyelvben a z, illetve e és i előtt a c betűvel, valamint az s betűvel jelölt hangok azonos, magyar sz-szerű ejtésére. Ez a kiejtés jellemző a nyelvterület legnagyobb részén: a spanyolországi Andalúzia nyugati nagyvárosaiban (Cádiz, Córdoba és Sevilla), illetve még néhány provinciában, a Kanári-szigeteken, és Latin-Amerika egész területén.

## A jelenség eredete
A seseo eredete a 16. század előtti óspanyol (más néven középkori spanyol) nyelvre vezethető vissza. Az óspanyolban ugyanis a c (e, i előtt) és z grafémák a zöngétlen, illetve a zöngés dentális zár-réshangot (affrikátát) jelölték – magyar c és dz, IPA [t͡s] és [d͡z]. A 16. században bekövetkezett mássalhangzó-átalakulás során azonban a zöngés sziszegőhangok eltűntek, a két zár-réshang pedig réshanggá vált: az északi dialektusokban ez később [θ] hanggá alakult, fenntartva az s-sel jelölt „sz” [s] hangtól való megkülönböztetést, míg a déli nyelvjárásokban az [s] hanggal azonosult, elveszítve ezt a fonológiai különbséget. Ennek következtében a seseo-t alkalmazó nyelvjárásokban, főként Latin-Amerikában, a beszélőknek sokszor gondot okoz, hogy melyik szót kell c/z-vel, illetve s-sel leírni.
Érdekesség, hogy ezzel szemben a modern helyesírás a megkülönböztető kiejtést tükrözi, amely egyértelműen kisebbséget képvisel a két nyelvváltozatot használó beszélők száma tekintetében.

## Téves értelmezések
A szakirodalomban – spanyolban és magyarban egyaránt – gyakran írják le úgy a seseo jelenségét, mint az eredeti [θ] fonéma elvesztését. Valójában ez a jellemzés nyelvtörténetileg nem helytálló, ugyanis a [θ]-féle ejtés nem létezett semmivel sem előbb, mint az [s]-féle megoldás, vagyis egyikféle ejtésváltozat sem az „eredeti”: mindkét megvalósulás ugyanabból az óspanyol hangból származik, amelyik – ahogy azt már fentebb említettük – a [t͡s] affrikátának felelt meg.

## Aseseoellentétje: aceceo
A seseo-val ellentétes jelenség az ún. ceceo (selypítés), nevezetesen az /s/ fonémának is [θ]-ként történő ejtése. Tájnyelvi ejtésváltozatról van szó, amely Spanyolország legdélebbi területein, főleg a falvakban, peremvárosokban jellemző. Gyakran rosszalló, despektív értelemben beszélnek róla, és sokszor eredetileg e tájszólást használó, iskolázott beszélők is megpróbálnak alkalmazkodni a sztenderd spanyol kiejtéshez; csak az utóbbi időkben kezdik hivatalosan is nyelvjárási jelenségként elismerni, amely „sokkal kevésbé elterjedtebb, mint a seseo”.